# Saving Private Brian
Salvar al soldado Brian (España) y Salvando al soldado Brian (Latinoamérica) es el cuarto episodio de la quinta temporada de la serie Padre de familia emitido en FOX el 5 de noviembre de 2006. Como artistas invitados, prestan sus voces, Tom Devanney, Sam Levine y Louis Gossett Jr.. La trama se centra en Stewie y Brian, quienes son alistados por el ejército de Estados Unidos y deben dar sus servicios en Irak mientras dure la guerra, por otra parte Chris se une a una banda de metal y empieza a desarrollar una actitud antisocial.
El episodio está escrito por Cherry Chevapravatdumrong y dirigido por Cindy Tang.

## Argumento
Cuando dos oficiales del Ejército enseñan a los estudiantes del instituto James Woods, un vídeo propagandístico en el que hablan de las ventajas de formar parte de la armada animando a todos los estudiantes a alistarse, incluido Chris, quien parece estar interesado en reclutarse para malestar de Brian, el cual piensa que todo se trata de una limpieza de cerebro mientras que Lois intenta disuadirle de que no es el sitio más apropiado para él. Al día siguiente, Brian va con Stewie al centro de reclutamiento para protestar por pretender "engañar" a los jóvenes como Chris, sin embargo, al llegar descubren que la lista de espera es larga y Stewie aprovecha que Brian sale a echar monedas en el parquímetro para inscribirse en el ejército junto al can después de que el reclutador le comentase que por alistar a un amigo ganará un plus de 100 dólares. Cuando Brian entra en el despacho se queda sorprendido al descubrir que han sido aceptados y son destinados a un centro de entrenamiento en el que el can no tarda en sucumbir al estrés y a la estricta disciplina y decide desertar hasta que Stewie, le convence de que su estancia en el ejército puede ser positiva para aprender a no dejar las cosas a medias.
Finalmente consigue terminar satisfactoriamente el entrenamiento, sin embargo Brian se lleva una desagradable sorpresa después de que el capitán comunique a todos los presentes que serán enviados a Irak a combatir. No obstante, la situación del país no parece tan mala como pensaban hasta que se ven envueltos en un atentado suicida perpetrado por un insurgente. Tras reconocer que no fue una buena idea alistarse, Brian y Stewie tratan por todos modos ser expulsados del ejército tras hacerse pasar por una pareja gay, pero tan solo consiguen que uno de los superiores reconozca su homosexualidad por lo que deciden autolesionarse el uno al otro mediante un disparo al pie y fingir haber sido heridos en combate, aunque sin éxito puesto que las bajas en la guerra obligan a mantener incluso a los caídos en combate como encargados de vigilar la munición. Casualmente un soldado llega con noticias de que la democracia ha llegado y los militares (incluidos Brian y Stewie) regresan a Estados Unidos.
Por otra lado, Peter y Lois empiezan a preocuparse por Chris al pensar que el programa del ejército podría influir en él, por lo que acuerdan buscarle una actividad extraescolar que le sirva para olvidarse del tema. Entre las actividades se encuentran un grupo de música metal cuyos integrantes le aceptan como vocalista tras escucharle. Sin embargo, Chris empieza a desarrollar una actitud rebelde y antisocial que le lleva incluso a atacar verbalmente a sus progenitores, los cuales descubren que su comportamiento procede de la música que escucha. Tras descubrir un póster de Marilyn Manson, le acusan de corromper a su hijo por lo que van en su busca. 
Comprensivo ante la indignación de Peter y Lois por el comportamiento de su hijo, accede a hablar con Chris de lo importante que es el respeto hacia los mayores y la mediación entre ellos ante cualquier conflicto familiar además de sugerirle a Peter que debería dedicarle más tiempo a su hijo para que no se deje llevar por malas compañías.

## Producción
La primera mitad del episodio se centra en la trama del ejército estadounidense. La escena en la que los oficiales de reclutamiento ofrecen mítines en las escuelas públicas e institutos en un intento de convencer a los estudiantes de que se alisten está basado en la realidad. Recientemente, empezaron a ir a cursos donde estudian gente demasiado joven para alistarse, sin embargo hay que tener una edad mínima para enrolarse. La escena en la que Muddy Waters trata de expulsar una piedra del riñón fue diseñada por Cherry Chevapravatdumrong. En el mismo episodio aparece la última aparición (en vivo) de Johnny y Vern, conocidos por ser el dúo de Vodevil; Stewie los mató debido a que según Seth MacFarlane, "la gente ya se estaba cansando de ellos", David Goodman añadió que "la serie estaba dependiendo de ellos demasiado". El dúo regresó en Back to the Woods, Vern como fantasma y Johnny en el infierno.
Tras recibir la noticia de que la democracia ha llegado a Irak, una escena muestra a un grupo de hombres que se disponían a decapitar a un hombre, la cual causó controversia antes de su emisión. Stewie rompe la cuarta pared al hablar como si se dirigiera a la audiencia cuando le cuenta a Brian que su sitio está en el ejército para reforzar su disciplina, (finalmente rompe la pared al remarcar un suceso pasado sobre Peter en donde hace una referencia a Thomas Junta conocido como el "Padre del Hockey"), mientras la audiencia espera un flashback. Sin embargo no sucede nada y Stewie comenta, "no tenemos flashback?, creí que teníamos uno". Esta escena fue descrita como única.

## Referencias culturales

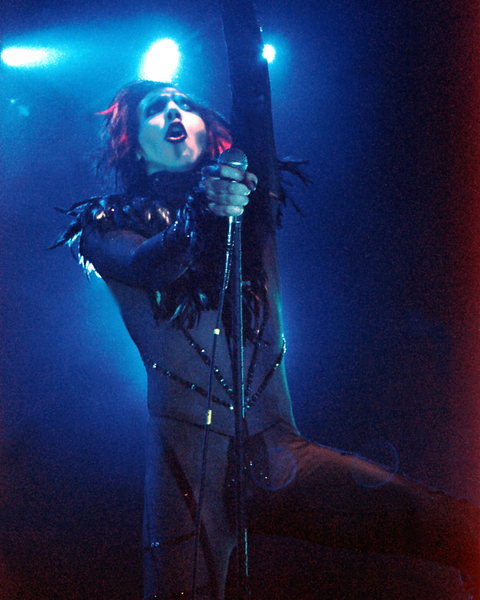
El cantante Marilyn Manson sale referenciado en el episodio.